# Rodriguez (Rizal)
Rodriguez é um município de  primeira classe de renda municipal (d) na província Rizal, nas Filipinas. De acordo com o censo de 1 de maio  de  2020 possui uma população de 443 954 pessoas e 100 823 domicílios.